# Lucius Domitius Domitianus
Lucius Domitius Domitianus (? – Egyiptom, 297 decembere) egy Diocletianus ellen fellépő római trónkövetelő volt Egyiptomban. Létéről csupán numizmatikai és papirológiai bizonyítékok tanúskodnak.
Bár az események rekonstrukciójára több lehetőség is van, az egyik elterjedt változat szerint Domitianus 297 (esetleg már 296) június-júliusa folyamán lázadt fel Diocletianus ellen Egyiptomban. A császár ősszel vonult ki ellene, és 298 márciusára verte le a lázadást, amit akkor már Aurelius Achilleus vezetett. (A korabeli írott források egyedül őt nevezik meg egyiptomi trónkövetelőként.) Feltehető, hogy Domitianus már 297 decemberében meghalt, és correctora, az eredetileg Alexandria védelmével megbízott Achilleus ekkor vette át a lázadás irányítását.